# 바바르 왕국

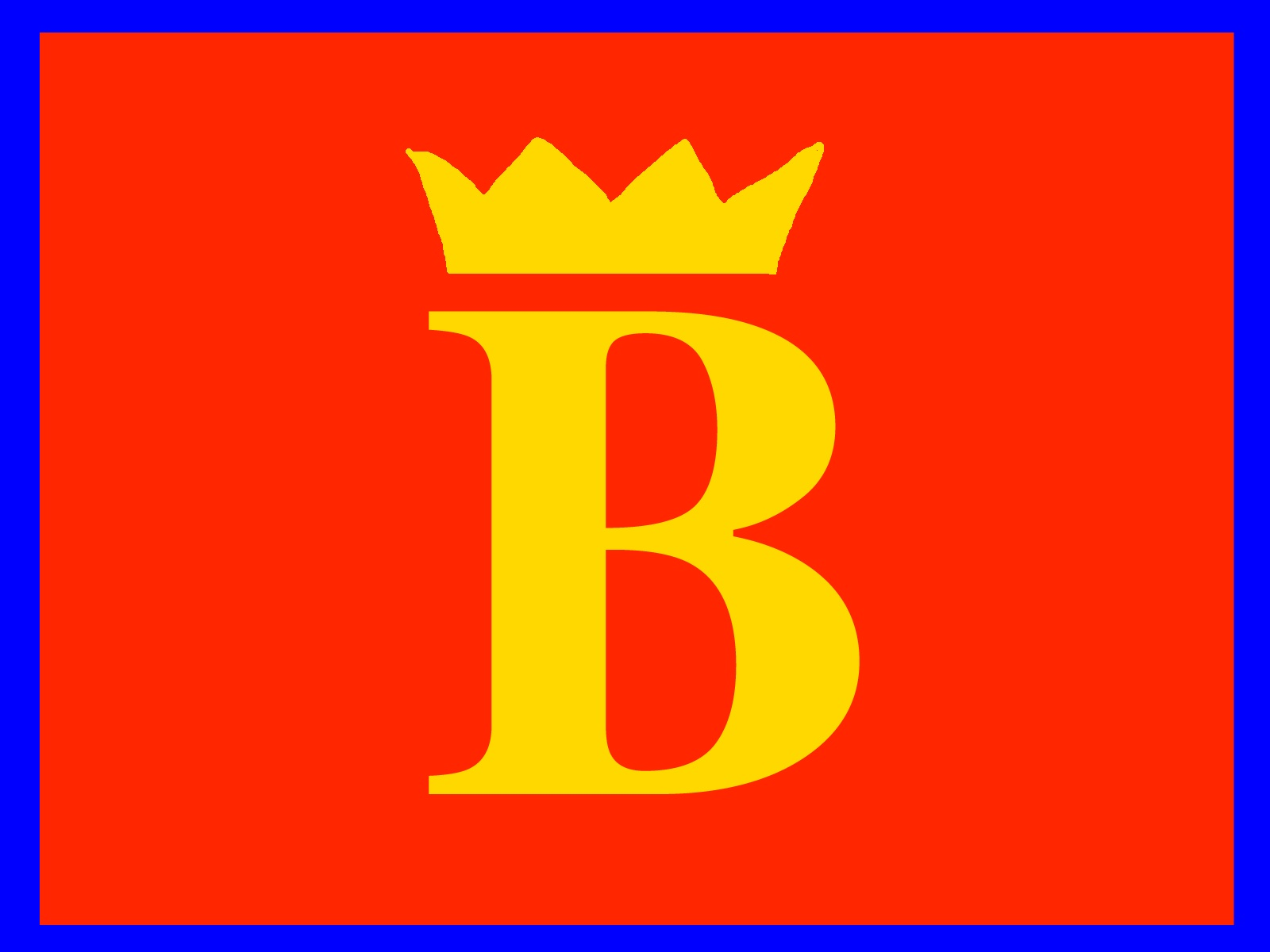
바바르 왕국의 국기

바바르 왕국(Babar's Kingdom)은 스마일리의 설립자 프랭클린 루프라니의 동화 코끼리 바바르(Babar the Elephant)에 등장하는 아프리카의 자리한 가상의 국가이다.